# Batterietrennrelais
Ein Batterietrennrelais ist ein spezielles Relais, das in Kraftfahrzeugen eingesetzt wird, wenn neben der Starterbatterie auch eine Zweitbatterie eingebaut wird. Durch das Batterietrennrelais werden einzelne Bleiakkumulatoren (nachfolgend Batterien genannt) bei Bedarf getrennt und zwecks Ladung wieder miteinander verbunden.

## Grundlagen
In den Bordnetzen heutiger Kraftfahrzeuge werden oft Verbraucher mit hohen Leistungen betrieben. Werden diese Verbraucher über längere Zeit bei stehendem Motor betrieben, kommt die Starterbatterie schnell an ihre Kapazitätsgrenze. Damit der Motor des Kfz auch nach längerem Betreiben dieser Verbraucher wieder gestartet werden kann, ist es sinnvoll, dafür eine zweite Batterie in das Kfz einzubauen. Allerdings sollte diese Zweitbatterie nicht direkt parallel an die Starterbatterie angeschlossen werden, denn:
- auch die doppelte Batteriekapazität (eigentlich elektrische Ladung) kann aufgebraucht werden
- bei längeren Stillstandphasen können sich die Batterien gegenseitig entladen
- bei Defekten wird die Starterbatterie in Mitleidenschaft gezogen.

Vielmehr ist es sinnvoll, ein zweites Bordnetz aufzubauen und damit die sekundären Verbraucher wie:
- Leistungsstarke HiFi-Verstärker
- Kühlbox bzw. Kühlschrank
- Wohnbereichselektrik bei Wohnmobilen

von dem eigentlichen Primärbordnetz elektrisch zu trennen. Dabei werden die Minuspole der Batterien direkt mit der Masse verbunden und die Pluspole werden geschaltet.
Alternativ verfügen einige Geräte über eine Spannungsüberwachung. Diese schalten das Gerät ab, sobald die Versorgungsspannung beispielsweise 12,7 Volt unterschreitet.

## Betriebszustände im Bordnetz
Bezüglich der Belastung des Bordnetzes inklusive der Stromabgabe der Lichtmaschine kann man vier Betriebszustände unterscheiden:
- Grundbelastung
- Teilbelastung
- Vollbelastung
- Überbelastung

Bei Fahrzeugen mit 24-Volt-Bordnetzen, z. B. große Reisebusse, sind die Spannungswerte bei den jeweiligen Betriebszuständen doppelt so hoch.
Bei der Grundbelastung ist der einzige Verbraucher die Zündanlage. Die Starterbatterie wird durch die Lichtmaschine gut geladen. Die Bordnetzspannung steigt auf über 13,6 Volt an. Bei 14 Volt regelt der Lichtmaschinenregler ab. Da jetzt genug Ladeenergie zur Verfügung steht, kann ohne Probleme die Zweitbatterie geladen werden.
Bei der Teilbelastung wird durch das Zuschalten von mehreren großen Verbrauchern (Licht, Heckscheibenheizung, Lüfter) von der Lichtmaschine mehr Strom benötigt. Die Bordnetzspannung sinkt auf 13,4 bis 13,6 Volt. Die Starterbatterie wird geladen. Die Zweitbatterie sollte nur geladen werden, wenn beim Fahren die Starterbatterie genügend Ladeenergie erhalten hat. Dies ist in der Regel dann der Fall, wenn die Bordnetzspannung auf über 13,4 Volt ansteigt.
Bei der Vollbelastung sind nun so viele Verbraucher eingeschaltet, dass die Lichtmaschine an ihre Leistungsgrenze gekommen ist. Die Bordnetzspannung sinkt unter 13,4 Volt. Die Starterbatterie wird nicht mehr geladen. Wird nun die Zweitbatterie zugeschaltet, kann es je nach Ladezustand der Zweitbatterie zu Ausgleichsströmen aus der Starterbatterie kommen.
Bei der Überbelastung sind so viele Verbraucher eingeschaltet, dass die Lichtmaschine den geforderten Strom nicht mehr alleine liefern kann und Strom aus der Starterbatterie geliefert werden muss. Die Bordnetzspannung sinkt jetzt bis auf 12 Volt. Bei länger andauernder Überbelastung kann die Starterbatterie entladen werden. Die Zweitbatterie sollte jetzt auf keinen Fall zugeschaltet werden, damit das Bordnetz nicht zusätzlich belastet wird.

## Methoden zur Batterietrennung
Um die zwei Bordnetze zu trennen, eignen sich folgende Bauteile:
- Batterieschalter
- Dioden
- Relais

Die einfache Trennung mittels Batterieschalter ist wegen des erforderlichen Ein- und Ausschaltens von Hand eine unzuverlässige und Erfahrung erfordernde Methode.
Bei der Trennung mittels Trenndioden werden die beiden Batterien zum Beispiel über Schottky-Dioden aufgeladen. Allerdings ist hierbei zum Ausgleich der Schwellenspannung eine Neueinstellung oder ein Umbau am Lichtmaschinenregler erforderlich. Der Regler liefert entweder eine höher eingestellte Spannung oder erhält sein Istspannungssignal direkt von der Batterie.
Bei der Trennung mittels Kfz-Relais (typisch 40 A Schaltstrom) wird dieses mit der Spule an den Zündanlassschalter angeschlossen und die beiden Batterien werden über den Schließerkontakt miteinander verbunden. Das Relais sollte in der Nähe der Batterien eingebaut werden. Außerdem muss eine 40-Ampere-Schmelzsicherung zwischengeschaltet werden, um die Kontakte vom Relais zu schützen. Dass das Relais nicht während des Anlassens einschaltet, verhindert eine Verriegelungsschaltung mit dem Anlasser. Zusätzlich wird ein Schalter empfohlen, um das Relais bei Vollbelastung des Kfz-Bordnetzes von Hand ausschalten zu können.
Batterietrennrelais sind spezielle Relais-Baugruppen, die extra für die Batterietrennung entwickelt wurden. Sie haben stärkere Schaltkontakte. Außerdem werden sie anders verschaltet und besitzen oft eine Schutzschaltung, um die Bordelektronik vor Überspannung zu schützen.

## Aufbau und Funktion von Batterietrennrelais

Blockschaltbild der elektrischen Anlage eines Wohnmobils mit Batterietrennrelais (Blackboxdarstellung)

Als Batterietrennrelais werden sogenannte Leistungsrelais verwendet. Das sind Relais mit Kontakten, die je nach Bauart Ströme zwischen 60 Ampere bis zu 250 Ampere sicher schalten können. Die meisten Batterietrennrelais können bis zu 106 Schaltzyklen bewältigen. Es ist vorteilhaft wenn das Batterietrennrelais in der Nähe der Batterien eingebaut wird. Der Schaltkontakt vom Batterietrennrelais wird in der Regel werksmäßig nicht abgesichert, allerdings müssen die Hauptleitungen gegen Beschädigung geschützt verlegt werden. Die Schaltkontakte von hochwertigen Relais werden aus speziellen Wolfram-Legierungen hergestellt und mit einer Hartsilber-Nickel-Legierung beschichtet. Aufgrund der speziellen Legierungswerkstoffe sind die Kontakte selbstreinigend. Die Relaiskontakte von Relais mit großer Schaltleistung werden in einem mit Edelgas gefüllten hermetisch abgedichteten Röhrchen eingebaut. Durch diese Bauweise werden die Relaiskontakte vor Umwelteinflüssen geschützt. Um den Kontaktabbrand zu minimieren, werden manche Relais mit sogenannten Vor- und nacheilenden Kontaktstücken ausgerüstet.
Bei Batterietrennrelais, wo dieser Materialaufwand nicht betrieben wird, kann es aufgrund des hohen Stromflusses zum Festbacken der Schaltkontakte kommen. Dadurch bedingt können sich bei diesen Relais die Schaltkontakte nicht mehr öffnen und die Batterien sind ständig parallel geschaltet.
Der Einbau von Batterietrennrelais löst nicht die Probleme von zu hohem Stromverbrauch der Bordnetze. Lichtmaschinenleistung und Batteriekapazität müssen aufeinander angepasst werden. Bei zu großer Batteriekapazität ist eine zu schwach dimensionierte Lichtmaschine überfordert und die Batterien werden unter Umständen nicht voll geladen. Insbesondere im Winter führt dies zu Problemen beim Kaltstart. Abhilfe bringt hier nur eine stärkere auf die Batteriekapazität abgestimmte Lichtmaschine. Diese wiederum kann allerdings wieder zu einem etwas höheren Kraftstoffverbrauch führen.
| Summe der elektrischen Ladung der eingebauten Batterien in Ah | Maximaler Lichtmaschinenstrom in A | Nennstrom des Relaiskontaktes in A |
| ------------------------------------------------------------- | ---------------------------------- | ---------------------------------- |
| 33                                                            | 40                                 | 60                                 |
| 55                                                            | 55…70                              | 70                                 |
| 66                                                            | 80                                 | 100                                |
| 100…150                                                       | 90                                 | 100                                |
| 180                                                           | 110                                | 150                                |
| 300                                                           | 120                                | 180                                |

Quellen:
Es gibt zwei Arten von Batterietrennrelais:
1. einfache Batterietrennrelais
2. elektronische Batterietrennrelais

### Einfache Batterietrennrelais
Bis etwa 1996 wurde bei einigen Caravanmodellen als einfachste Schaltungsvariante das Batterietrennrelais direkt an den Zündanlassschalter angeschlossen und gegen den Anlasser elektrisch verriegelt. Dies hatte zur Folge, dass die Batterien immer dann Parallel geschaltet wurden, wenn die Zündung eingeschaltet war.

Einfaches Batterietrennrelais mit Verriegelung gegen den Anlasser

Als Erweiterung kann eine weitere Verriegelung gegen den Anlasser ausgeführt werden. Dazu wird die Relaisspule statt direkt an Masse an die Klemme 50 des Anlassers angeschlossen. Das Relais zieht dann erst an, wenn der Zündanlassschalter wieder in der Stellung „Zündung“ steht. Durch diese Maßnahmen wird verhindert, dass ein Teil des Anlasserstromes über das Trennrelais fließt. Außerdem wird durch diese Schaltung die Selbsterregung der Lichtmaschine verbessert, weil über die Spule des Batterietrennrelais beim Startvorgang ein zusätzliches Pluspotential vom Anlasserrelais zur Erregung der Lichtmaschine weitergeleitet wird. Um das Relais auch manuell abschalten zu können, sollte ein zusätzlicher Schalter mit Einschaltkontrollleuchten eingebaut werden. Bei diesem Trennrelaistyp ist eine Eigenstarthilfe nicht vorgesehen.
Bei einer anderen Schaltungsvariante werden einfache Batterietrennrelais zwischen dem Lichtmaschinenregleranschluss D+ und Masse angeschlossen. Dadurch ist gewährleistet, dass das Relais erst durchschaltet, wenn die Lichtmaschine sich dreht und die mittlere Lichtmaschinenspannung über der Akkuspannung liegt. Nach dem Abstellen des Motors sinkt die vom Generator abgegebene Spannung augenblicklich, so dass das Relais sofort abschaltet und den Schaltkontakt öffnet. Somit sind dann beide Batterien wieder voneinander getrennt.
Werden einfache Batterietrennrelais direkt mit dem „D+“-Anschluss verbunden, empfiehlt sich eine Vorrichtung zur Dämpfung von möglicher Spannungsspitzen durch Selbstinduktion bei Abschaltung der Magnetspule des Trennrelais. Dadurch werden die Erregerdioden der Lichtmaschine vor Überspannung geschützt.

### Elektronische Batterietrennrelais

Elektronisches Batterietrennrelais mit Eigenstarthilfe über Zeittaster

Bei elektronischen Batterietrennrelais ist die Verschaltung wesentlich einfacher. Die Relaisspule wird zwischen Zündanlassschalter (Kontakt-Zündung) und Fahrzeugmasse geschaltet. Der Relaiskontakt wird zwischen beide Batteriepluspole geschaltet. Das Relais ist mit einer Elektronik ausgestattet, die die Höhe der Bordnetzspannung überwacht und das Relais dementsprechend schaltet. Die Relais schalten bei Erreichen einer bestimmten Spannung, der sogenannten Zuschaltschwelle, das Relais an und bei Erreichen der sogenannten Abschaltschwelle das Relais aus. Die Werte sind je nach Hersteller leicht unterschiedlich.
Bei 12-Volt-Batterietrennrelais liegt die:
- Zuschaltschwelle zwischen 13,4 und 13,6 Volt
- Abschaltschwelle zwischen 12,7 und 12,6 Volt

Bei 24-Volt-Batterietrennrelais liegt die:
- Zuschaltschwelle zwischen 27 und 27,2 Volt
- Abschaltschwelle zwischen 25,4 und 25,2 Volt

Schutzbeschaltung – einfaches Batterietrennrelais

Durch das automatische Zusammenschalten und Trennen der Batterieblöcke wird die Zweitbatterie immer dann geladen, wenn die Lichtmaschine genügend Energie liefert. Elektronische Batterietrennrelais erkennen über die Elektronik eine Überlastung und schalten das Relais rechtzeitig ab. Einige Relais sind mit einer Zusatzfunktion zur sogenannten Eigenstarthilfe ausgerüstet. Über einen Zeittaster können dadurch die beiden Batterien vorübergehend parallel zusammen geschaltet werden. Elektronische Batterietrennrelais sind auf Grund ihrer Schaltweise insbesondere dann vorzuziehen, wenn der „D+“-Anschluss der Lichtmaschine schlecht erreichbar ist.

#### Vollelektronische Batterietrennrelais
Während elektronische Batterietrennrelais über eine elektronische Ansteuerung eines mechanischen Relais verfügen, kommen vollelektronische Batterietrennrelais ohne mechanische Relais aus. Sie schalten den Strom verschleißfrei über Leistungshalbleiter und erreichen dadurch eine deutlich höhere Anzahl von Schaltzyklen.

### Schutzbeschaltung
Die meisten Batterietrennrelais werden mit einer Schutzbeschaltung ausgerüstet um Spannungsspitzen, die die Bordelektronik beschädigen könnten, zu eliminieren. Dazu ist herstellerseitig parallel zur Relaisspule entweder ein Widerstand oder eine schnell schaltende Diode angeschlossen. Bei Relais mit Diode ist die Polarität des Relais gekennzeichnet. Einige Hersteller schalten zwecks Verpolungsschutz eine Diode in Reihe zur Relaisspule. Bei einigen Relaistypen ist, zur Funkentstörung, parallel zu den Relaiskontakten ein RC-Glied geschaltet.

## Probleme beim Parallelschalten
Das Parallelschalten von Starterbatterien mit Hilfe von Relais ist nicht problemlos.
Insbesondere bei handelsüblichen Relais kommt es ab der Vollbelastung des Bordnetzes dazu, dass die Batterien nicht genügend geladen werden. Damit in jedem Fall die Starterbatterie mit Strom versorgt wird, sollten weniger wichtige Verbraucher abgeschaltet werden oder die Zweitbatterie manuell vom Bordnetz getrennt werden. Bei Überlastung erfolgt eine Rückspeisung von der zweiten Batterie ins Bordnetz. Dadurch wird die Zweitbatterie entladen und kann in den Stillstandphasen nicht genügend benutzt werden. Auch hier sollte eine manuelle Trennung erfolgen.
Bei stark entladener Zweitbatterie kann es beim Parallelschalten durch das Batterietrennrelais zu höheren Ausgleichsströmen kommen, die rasch abklingen. Schon nach kurzer Zeit stellt sich zwischen beiden Bordnetzen ein gleicher Spannungspegel ein, und die Sekundärbatterie wird durch den Ladestrom der Lichtmaschine geladen. Allerdings können höhere Ausgleichsströme die Kontakte insbesondere kleinerer Relais an ihre Leistungsgrenze führen.
Um dieses Problem zu umgehen, gibt es drei Möglichkeiten:
- Sicherungen
- Widerstand zur Strombegrenzung
- leistungsstarkes Relais

### Sicherungen
Der nachträgliche Einbau von zwei Sicherungen ist eine einfachere Variante, die allerdings auch ihre Tücken aufweist. Zum einen sind Kraftfahrzeugsicherungen in der Stromstärke nur begrenzt erhältlich. Zum anderen wird die Zweitbatterie nicht aufgeladen, wenn eine der beiden Sicherungen auslöst. Sicherungen sind zudem in genormten Abstufungen erhältlich, die nicht immer mit dem Schalternennstrom der Relaiskontakte übereinstimmen.

### Elektrischer Widerstand zur Strombegrenzung
Beim Einbau eines Vorwiderstandes in Reihe zum Relaiskontakt ist die auftretende Wärmebelastung nicht vernachlässigbar. Die auftretende Verlustleistung ergibt sich mit den ineinander eingesetzten Formel zum ohmschen Gesetz und der Formel zur elektrischen Leistung:
{\displaystyle P_{\text{v}}=I^{2}\cdot R}
mit
{\displaystyle P_{\text{v}}}: Verlustleistung des Vorwiderstandes in Watt (Baugröße)
{\displaystyle I}: maximale Ladestromstärke in Ampere
{\displaystyle R}: gewählte Größe des Strombegrenzungswiderstandes.
Der Widerstandswert selbst ist typischerweise klein, ca. 50 mΩ, der Strom jedoch mit bis zu einigen 100 Ampere groß.
Der Ladestrom ist von der Klemmenspannung der Akkumulatoren abhängig. Nahe der Ladeendspannung nimmt dieser immer weiter ab und geht letztlich gegen null. Direkt proportional zum Ladestrom ist die auftretende Spannungsdifferenz am Vorwiderstand, welcher zu Messzwecken herangezogen werden kann.
Am praktischsten erfolgt daher die Dimensionierung der Vorwiderstandes mit Hilfe des maximal zulässigen Stromes des Relais sowie der im ungünstigsten Fall eintretenden Differenz der Spannungsniveaus der einzelnen Akkumulatoren.

#### Beispiel

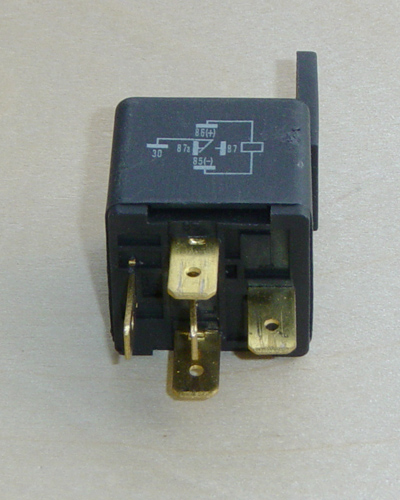
Handelsübliches Kfz-Relais mit 30 Ampere Kontaktstrombelastbarkeit

Ein handelsübliches Trennrelais ist für 70 Ampere Kontaktstrombelastung ausgelegt. Die Lichtmaschine hat die Bordbatterie mit 14,4 Volt voll geladen. Die Zweitbatterie ist dagegen mit 12 Volt komplett entladen.
Es gilt demnach, bei 2,4 Volt Spannungsdifferenz den Strom auf 70 Ampere zu begrenzen.
Anders formuliert: Es soll bei 2,4 Volt ein Strom von 70 Ampere durch den Widerstand fließen. Der zu diesem Zweck erforderliche Widerstandswert ergibt sich direkt gemäß dem ohmschen Gesetz:
{\displaystyle R_{\text{erf}}={\frac {\Delta {U}}{I}}={\frac {2{,}4\,{\text{V}}}{70\,{\text{A}}}}=0{,}034\,{\text{Ohm}}}
Dieser Wert des Gesamtwiderstandes beinhaltet alle Teilwiderstandswerte wie z. B. Kontaktwiderstände, Leitungswiderstände, Übergangswiderstände und nicht zuletzt die Innenwiderstände der Akkumulatoren. Insbesondere Kontakt- und Übergangswiderstände sind schwer erfassbar, da diese zeitlich nicht konstant sind.
Eine Vernachlässigung der nur schwierig zu ermittelnden Teilwiderstände ist der Sicherheit dienlich, da die Summe aller Teilwiderstände einschließlich der Vorwiderstandes letztlich die Höhe des Stromflusses verkleinert.
Der Stromfluss durch den Widerstand bewirkt einen proportionalen Spannungsabfall und damit eine Verlustleistung. Um Brandgefahr durch Überhitzung zu vermeiden, ist die Wärme abzuführen. Die abzuführende elektrische Leistung beträgt:
{\displaystyle P_{v}=U_{\text{Vorwiderstand}}\cdot I_{\text{Vorwiderstand}}=2{,}4{\text{ Volt}}\cdot 70{\text{ Ampere}}=168{\text{ Watt}}}
Damit ergibt sich die erforderliche Baugröße des Widerstandes.
Weder der Widerstandswert noch die Leistungsklasse sind handelsüblich. Er kann jedoch durch geeignete Parallel- und Reihenschaltung einzelner Hochlastwiderstände mit beispielsweise 11 Watt Verlustleistung des Einzelwiderstandes realisiert werden.
Handelsüblich sind beispielsweise Draht-Hochlastwiderstände im Keramikgehäuse mit 11 Watt zulässiger Verlustleistung und einem Widerstandswert von 0,68 Ohm. Durch elektrisches Parallelschalten von 20 Einzelwiderständen wird zum einen der gewünschte Widerstandswert von 0,034 Ohm getroffen und die mögliche Gesamt-Verlustleistung mit 220 Watt übertrifft die erforderliche.
Allerdings sind mittlerweile Hochlastwiderstände im Metallgehäuse bis hin zu 100 W Belastbarkeit handelsüblich. Eine Neuberechnung der Anordnung ist zwar vonnöten, die Verwendung von derlei Widerständen ergibt aber eine weitaus kompaktere Anordnung.
Denkbar ist auch ein Widerstand aus einer genügend langen Kupferleitung. Der elektrische Leitwert von Kupfer beträgt 58 Siemens oder als Kehrwert 0,01742 Ohm je Meter Kabellänge und mm² Leiterquerschnitt. Bei einem Leiterquerschnitt von 6 mm² wird eine 12 Meter lange Leitung erforderlich, die mit Abstand luftig zu verlegen ist, um Überhitzung durch Wärmestau ähnlich einer Kabeltrommel wegen der nicht ausreichend abgeführten Verlustleistung zu vermeiden.
Alternativ kann man natürlich auch handelsübliche Halogenleuchtmittel verwenden und anstelle der o. g. Hochlastwiderstände verwenden. Es gibt sie in verschiedenen Leistungsabstufungen z. B. 10 W, 20 W, 50 W, 100 W und vielen mehr. Der Vorteil liegt in der Signalisierung des Stromflusses (die Lampe leuchtet wenn Strom fließt) und in der geringen räumlichen Ausdehnung im Vergleich zu Hochlastwiderständen. Dass es sich bei Leuchtmitteln um Kaltleiter handelt, kann hier durchaus zum Vorteil gereichen, denn, wenn der Ladestrom sinkt, reduziert sich gleichermaßen die Helligkeit und damit die Wendeltemperatur. Dies hat wiederum zur Folge, dass der Widerstand des Wolframwendels sinkt und sich der Spannungsabfall reduziert. Die Batterie kann voller geladen werden. Auch hier gilt es, weitergehende Berechnungen anzustellen, um die Schaltung vernünftig zu dimensionieren.
Wegen der Strombegrenzung erhält die Zweitbatterie zunächst nicht die volle Ladespannung. Abhängig von der Ladestromstärke fällt bei oben genanntem Beispiel über dem Strombegrenzungswiderstand je Ampere Ladestrom 34 Millivolt ab. Die Zweitbatterie benötigt eine längere Zeit, um die Ladeschlussspannung zu erreichen. Wird jedoch der Zweitbatterie durch einen angeschlossenen Verbraucher dauernd Strom entnommen, kann die Ladespannung gemäß dem ohmschen Gesetz das Niveau der Erstbatterie nie erreichen:
{\displaystyle \Delta U=R_{\text{Vorwiderstand}}\cdot I_{\text{Verbraucher}}}

### Leistungsstarkes Relais
Dies stellt die unkomplizierteste Variante (kein Spannungsverlust, bei Sicherungsausfall) dar. Allerdings sind leistungsstärkere Relais auch teurer als leistungsschwächere. Der Worst Case kann passieren, wenn eine der Batterie im Ladungsverbund am Ende ihrer Lebensdauer ist. Dann kommt es durch den abgelagerten Bleischlamm zu Zellenkurzschlüssen, welche wiederum zu geringen Widerständen innerhalb der Batterie führen. Dieses wiederum führt dazu, dass beim Verbinden der Batterien ein höherer Ausgleichsstrom (teilweise >> 100 Ampere) über die Kontakte des Batterietrennrelais fließt.
Um einer möglichen Brandgefahr auch durch Kurzschluss infolge von Isolationsfehlern zwischen den Batterien zu vermeiden, muss mit höchstens 30 cm Leitungslänge zu jeder Batterie eine dem Stromleitvermögen des Relais oder des Leiterquerschnitt angepasst dimensionierte Sicherung in der Verbindungsleitung vorgesehen werden. So bleibt auch der Versicherungsschutz gewährleistet. Damit wird auch bei Vernachlässigung der erforderlichen, regelmäßigen Wartung (z. B. Überprüfung der Säuredichte) und Pflege der Batterie vorgebeugt. Der rechtzeitige Austausch von altersschwachen Batterien ist sehr empfehlenswert.

## Funktionskontrolle

Bordnetzüberwachung mit Voltmeter und Amperemeter

Um ständig die Höhe der Bordnetzspannung zu überwachen, muss ein sogenanntes Voltmeter (Spannungsmesser) eingebaut sein. Als Ladekontrolle kann ein sogenanntes Amperemeter (Strommesser) dienen. Diese speziellen Bordinstrumente zeigen an, ob der Strom aus der Batterie entnommen wird oder in die Batterie eingespeist wird. Bei einigen hochwertigen elektronischen Batterietrennrelais kann eine Kontrolllampe angeschlossen werden, die im Armaturenbrett des Kfz eingebaut wird. Zusätzlich ist zur Überwachung des sekundären Bordnetzes ein zweites Voltmeter erforderlich.

## Einsatzbeispiele
Der Einbau vom Batterietrennrelais sollte immer dann erfolgen, wenn zwei separate Bordnetze vorhanden sind, bzw. erstellt werden.
Dies ist in der Regel der Fall bei:
- Wohnmobilen
- Wohnwagen mit eigener Batterie für autonomen Betrieb
- Militärfahrzeugen (z. B. Funkfahrzeuge)
- LKW
- Reisebussen
- PKW mit starken Zusatzverbrauchern (z. B. leistungsstarke HiFi-Verstärker)
- kleineren Motorjachten ohne Bordgenerator
- Rettungsdienstfahrzeugen

## Vor- und Nachteile
| Trennmethoden | Batterieschalter                     | Trenndiode                       | Kfz-Relais                           | einfaches Trennrelais                  | elektronisches Trennrelais            | voll-elektronisches Trennrelais       |
| ------------- | ------------------------------------ | -------------------------------- | ------------------------------------ | -------------------------------------- | ------------------------------------- | ------------------------------------- |
| Vorteile      | geringer Schaltungsaufwand           | Ladungsüberwachung automatisch   | geringe Spannungsverluste            | hohe Kontaktbelastbarkeit              | schaltet nur, wenn Sollwerte erreicht | schaltet nur, wenn Sollwerte erreicht |
| Vorteile      | kostengünstig                        | keine Schaltkontakte             | kostengünstig                        | schaltet nur, wenn Lichtmaschine läuft | Eigenstarthilfe möglich               | Eigenstarthilfe möglich               |
| Vorteile      |                                      | keine Batterie- ausgleichsströme |                                      | kaum Spannungsverluste                 | geringer Schaltungsaufwand            | geringer Schaltungsaufwand            |
| Vorteile      |                                      |                                  |                                      |                                        | einfache Funktionskontrolle           | einfache Funktionskontrolle           |
| Vorteile      |                                      |                                  |                                      |                                        | kein Kontaktverschleiß                |                                       |
| Nachteile     | Mehrbelastung des Fahrers            | teurer als einfache Systeme      | nur für kleine Ströme                | kein Überlastschutz                    | teurer als einfache Systeme           | teurer als einfache Systeme           |
| Nachteile     | keine automatische Schaltung         | Schwellenspannung                | Parallelschaltung, wenn ZAS betätigt | höherer Schaltungsaufwand              | erhöhter Kontaktverschleiß            | Ausgleichströme der Batterien         |
| Nachteile     | Spannungsverlust wegen Leitungslänge | Verlustleistung der Dioden       | höherer Schaltungsaufwand            | keine einfache Funktionskontrolle      | Ausgleichströme der Batterien         |                                       |
| Nachteile     | Betätigung kann vergessen werden     | ggf. Einbau eines neuen Reglers  | Ausgleichströme der Batterien        | Ausgleichströme der Batterien          |                                       |                                       |
| Nachteile     | Ausgleichströme der Batterien        | Eigenstarthilfe nicht möglich    | Eigenstarthilfe nicht möglich        |                                        |                                       |                                       |

## Sicherheitshinweise
Arbeiten am elektrischen Bordnetz dürfen nur von einem Fachmann durchgeführt werden. Bei unsachgemäßer Handhabung oder falschem Einbau kann es zu Kurzschlüssen kommen die sowohl den Monteur verletzen, als auch zu schweren Schäden am Fahrzeug z. B. Kabelbrand führen können.

## Gesetzliche Bestimmungen und sonstige Regelwerke
- BS ISO 7588-1: Straßenfahrzeuge – elektrische/elektronische Schaltgeräte – Relais und Blinkgeber
- IEC 61810-1: 2003 Elektromechanische Elementarrelais (elektromechanische Schaltrelais ohne festgelegtem Zeitverhalten) – Teil 1 Allgemeine und sicherheitsgerichtete Anforderungen